# ان‌جی‌سی ۴۵۳۴
ان‌جی‌سی ۴۵۳۴ (انگلیسی: NGC 4534) نام یک کهکشان در صورت فلکی تازی‌ها است.